# Otrevligheter
Otrevligheter är en novellsamling från 1894 av den franske författaren Léon Bloy. Dess franska titel är Histoires désobligeantes, ungefär "oförskämda historier". Den består av 32 berättelser som utspelar sig i Paris och kretsar kring brottslighet, sexuella perversioner, demoniska människor och andra ämnen typiska för dekadenterna.
Den knyter genremässigt an till Hjärtlösa historier av Auguste de Villiers de l'Isle Adam, De djävulska av Jules Barbey d'Aurevilly och kortare verk av Edgar Allan Poe och Comte de Lautréamont. Formatet är också inspirerat av Paristidningarnas faits divers, korta artiklar om skandaler, olyckor, brott och udda sensationer. Den djupt kristne Bloy använde formatet för att angripa sin tids ofta agnostiska medelklass och styrande etablissemang.
Boken gavs ut på svenska 2017 i översättning av Elias Wraak.